# Towarzystwo Przyjaciół Kolejki Średzkiej „Bana”
Stowarzyszenie Towarzystwo Przyjaciół Kolejki Średzkiej „Bana” zostało utworzone w Środzie Wielkopolskiej i zarejestrowane w Krajowym Rejestrze Sądowym dnia 27 listopada 2007.

## Historia
W początkowym okresie działalności głównymi celami stowarzyszenia było promowanie Średzkiej Kolei Powiatowej, udział w przeprowadzanych naprawach taboru, obsługa rozkładowych pociągów turystycznych oraz organizacji pociągów specjalnych dla miłośników kolejnictwa.
29 września 2012 Towarzystwo Przyjaciół Kolejki Średzkiej „Bana” we współpracy ze Starostwem Powiatowym zorganizowało obchody 110-lecia Średzkiej Kolei Powiatowej.
13 października 2015 Towarzystwo Przyjaciół Kolejki Średzkiej „Bana” oficjalnie stało się zarządcą majątku Średzkiej Kolei Powiatowej na mocy umowy z powiatem średzkim. Od tego czasu zaczęły się intensywne prace mające przywrócić ruch na Średzkiej Kolei Powiatowej.
Dzięki zaangażowaniu członków stowarzyszenia 9 września 2017 udało przywrócić się do planowego ruchu parowóz Px48-1756.